# A Canção de Lisboa
A Canção de Lisboa és una pel·lícula musical de comèdia portuguesa del 1933, dirigida per Cottinelli Telmo, i protagonitzada per Vasco Santana, Beatriz Costa, António Silva, Alfredo Silva, Ana Maria, Artur Rodrigues, Coralia Escobar, Eduardo Fernandes, Elvira Coutinho, Fernanda Campos, Francisco Costa, Henrique Alves, Ivone Fernandes, José Victor, Júlia da Assunção, Manoel de Oliveira, Manuel Santos Carvalho, Maria Albertina, Maria da Luz, Silvestre Alegrim, Sofia Santos, Teresa Gomes i Zizi Cosme.
Va ser la segona pel·lícula sonora portuguesa (la primera va ser A Severa; un biopic de 1931 de la cantant de fado Maria Severa Onofiana ). De fet, A Canção de Lisboa va ser el primer llargmetratge sonor totalment produït a Portugal, als laboratoris de Lisboa Filme i amb l'equip Tobis. A Canção de Lisboa es va estrenar al Teatro São Luís de Lisboa el 7 de novembre de 1933, la primera d'una llarga sèrie de comèdies populars anomenades genèricament Comèdia portuguesa.
Entre l'equip hi havia alguns dels noms més importants de la cultura portuguesa de l'època, com el pintor Carlos Botelho (acreditat com a ajudant de direcció) i el poeta José Gomes Ferreira (ajudant d'editor). L'artista Almada Negreiros va ser l'autora dels dos cartells promocionals.
A Canção de Lisboa segueix sent un clàssic del cinema a Portugal, i diverses de les seves línies i cançons han entrat en el llenguatge habitual.

## Argument

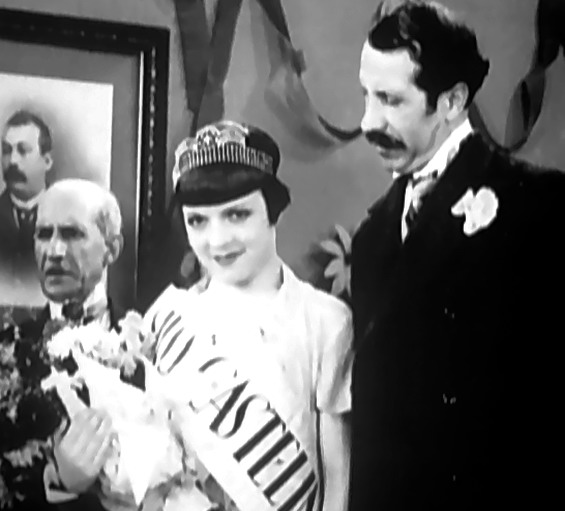
Alice (Beatriz Costa), i el seu pare Caetano (António Silva)

Vasco Leitão (Vasco Santana), estudiant de medicina a Lisboa, es manté amb una generosa subvenció de les seves dues tietes grans riques de Trás-os-Montes, Efigénia i Perpétua (Sofia Santos i Teresa Gomes), a qui havia dit falsament que ja s'havia graduat. De fet, es dedica a una vida bohèmia, preferint les fires populars i les dones boniques, especialment Alice (Beatriz Costa), una modista del barri de Castelinhos, cosa que més aviat molesta el seu pare ambiciós, Caetano (António Silva), un sastre que coneix els deutes de Vasco. El mateix dia que suspèn l'examen final, Vasco es sorprèn per l'anunci de les seves ties que el visitaran a Lisboa per veure la seva pràctica.
Immediatament després d'arribar a Lisboa, les bosses de les ties són robades i les dues dames grans es desmaien. Vasco es veu obligat a acceptar el suggeriment de Quinquinhas (Eduardo Fernandes) de portar les dues ties inconscients al carruatge anunciant una propera corrida de toros; quan les ties arriben, s'indignen amb els mitjans de transport i s'enfaden amb Vasco. Per calmar la seva indignació, Vasco demana ajuda a Caetano, que menteix a les seves ties dient-los que el seu nebot és un metge excel·lent i reconegut. El que no sap Vasco és que el veritable interès de Caetano és la gran herència de les dames.

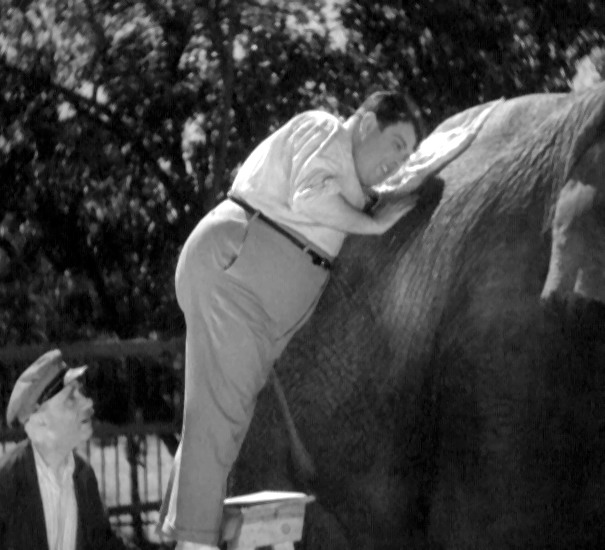
Vasco (Vasco Santana) juga mentre es barreja amb el veterinari del zoològic

Vasco i Alice tenen una baralla durant el festival de les Festes Junines. Mentrestant, a la societat recreativa local, Caetano decideix per si sol el resultat del concurs per coronar "Miss Castelinhos" perquè la seva filla Alice pugui guanyar: la cerimònia actua com un interludi musical en el qual Alce interpreta una cançó d'un revue, "'A Agulha e o Dedal per a tots els habitants del barri (que hi assisteixen malgrat la tediosa retòrica del jurat encapçalat per Caetano).
Les ties comencen a sospitar i veuen a través de les mentides d'en Vasco quan no els pot ensenyar la seva cirurgia i les porta al zoològic de Lisboa, on es barregen amb el veterinari. Les ties s'avergonyeixen i deixen de donar suport a Vasco, i aviat comencen a ser cortejades per Caetano i el sabater local (Alfredo Silva) en un últim intent d'aconseguir la seva herència.

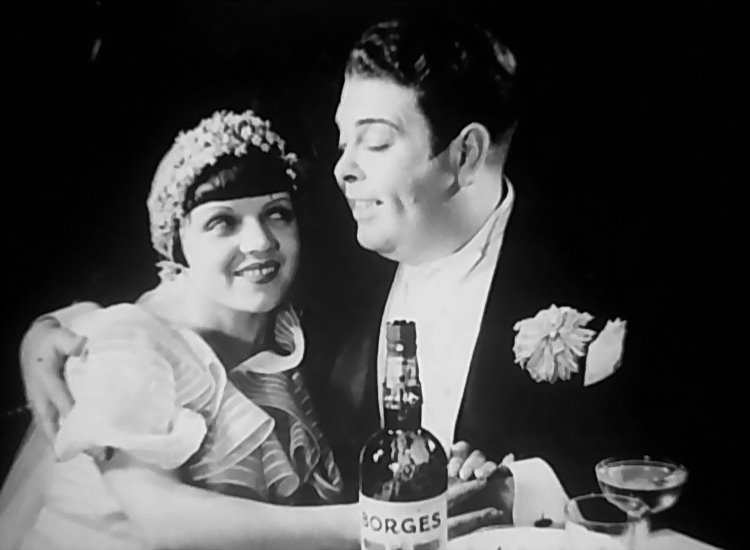
El casament

Vasco es salva de la misèria pel seu bon amic Carlos (Manoel de Oliveira), que li aconsegueix una feina guanyant-se la vida com a cantant de fado, convertint-lo en una mena de celebritat local. Això no l'impedeix seguir la carrera de medicina, i finalment aprova el seu examen final amb nota, recuperant el favor de les seves ties i guanyant la mà d'Alícia en matrimoni.

## Repartiment
- Vasco Santana com a Vasco Leitão
- Beatriz Costa com a Alice Costa
- António Silva com a Caetano Costa
- Sofia Santos com a Efigénia Rocha
- Teresa Gomes com a Perpétua Rocha
- Manoel de Oliveira com a Carlos
- Alfredo Silva com a sabater
- Eduardo Fernandes com a Quicas
- Ana Maria com a Maria da Graça, xicota de Carlos
- Manuel Santos Carvalho com a Alexandrino
- Silvestre Alegrim com a João, waiter

## Cultura popular
Una expressió que va trobar el seu camí a la vida quotidiana a Portugal va ser un Vasco molest que visitava el Zoo de Lisboa amb les seves ties i cridava repetidament: "Hi ha molts barrets, ximple!" (portuguès: Chapéus há muitos, seu palerma!)
Tampoc les seves ties no dubtaven que estudiés medicina perquè fins i tot sabia què és el Esternocleidomastoidal (portuguès: Ele até sabe o que é o esternocleidomastoideo!).
La cançó "A Agulha e o Dedal", cantada per Beatriz Costa, es va convertir en un referent domèstic.

## Versió en DVD
La versió en DVD es va restaurar molt, amb 3 minuts addicionals de durada i una recuperació de so i imatge per igualar la qualitat inicial.